# 1972年フランスグランプリ
1972年フランスグランプリ (1972ねんフランスグランプリ、英: 1972 French Grand Prix) は、1972年のF1世界選手権第6戦として、1972年7月2日にシャレード・サーキットで開催された。

## 背景
2年ぶりの開催となるシャレード・サーキットは新しい安全基準を満たすように改修されたが、死火山の麓に位置するため、コースの両側に落ちてくる暗い火山性の岩石が安全上の懸念材料となっていた。

## レース前
オランダGPはザントフォールト・サーキットが安全性向上のための改修中だったためキャンセルされ、前戦ベルギーGPから約1ヶ月間空いた。
その間の6月10日から11日にかけて行われたル・マン24時間レースはマトラ・MS670を駆るグラハム・ヒルとアンリ・ペスカロロが優勝した。ヒルはこの勝利により、史上初（2019年終了時点でも唯一）の世界三大レース制覇を成し遂げた。一方、元GPDAの会長であったヨアキム・ボニエがこのレースでの事故で亡くなっている。
その翌週の6月18日にローマ郊外のヴァレルンガ・サーキットでイタリア共和国GPが開催されたがフェラーリは参加せず、決勝をスタートしたのはわずか7台に過ぎなかった。レースはロータスのエマーソン・フィッティパルディが制し、サーティースのアンドレア・デ・アダミッチが2位、テクノのナンニ・ギャリが3位となった。

## エントリー
ティレルは新車005を投入した。胃潰瘍により前戦ベルギーGPを欠場したジャッキー・スチュワートは005をテストできず、003に満足していたこともあり、フランソワ・セベールが005を使用する。レギュラーの2人に加え、タイトルスポンサーのエルフが推す地元出身の新人パトリック・デパイユに004を与えた。
フェラーリのクレイ・レガツォーニはサッカーで遊んでいた際に手首を痛めてしまい、本来テクノのナンニ・ギャリが代走を務め、デレック・ベルがテクノを走らせる。
マリオ・アンドレッティとピーター・レブソンはアメリカのレースに出場するため参加せず、マクラーレンはモナコGP同様ブライアン・レッドマンが代走を務める。
マーチは失敗作の721Xを諦め、プライベートチームのマイク・ボイトラーが先行使用していた721Gを使用することにした。721GはF2用の722をベースとしたものである。
ル・マン24時間レースを制した一方、F1ではこの年わずか2点と不振のマトラは、ホームグランプリを迎えるにあたりMS120Cの改良型MS120Dを投入した。
南アフリカ共和国のスクリバンテ・ラッキーストライク・レーシングはロータス・72Dで、同国出身のデイヴ・チャールトンとともにヨーロッパに進出した。

### エントリーリスト
| チーム                                             | No. | ドライバー                     | コンストラクター | シャシー | エンジン                         | タイヤ |
| -------------------------------------------------- | --- | ------------------------------ | ---------------- | -------- | -------------------------------- | ------ |
| ジョン・プレイヤー・チーム・ロータス               | 1   | エマーソン・フィッティパルディ | ロータス         | 72D      | フォード・コスワース DFV 3.0L V8 | F      |
| ジョン・プレイヤー・チーム・ロータス               | 6   | デビッド・ウォーカー           | ロータス         | 72D      | フォード・コスワース DFV 3.0L V8 | F      |
| ヤードレー・チーム・マクラーレン                   | 2   | デニス・ハルム                 | マクラーレン     | M19C     | フォード・コスワース DFV 3.0L V8 | G      |
| ヤードレー・チーム・マクラーレン                   | 11  | ブライアン・レッドマン         | マクラーレン     | M19A     | フォード・コスワース DFV 3.0L V8 | G      |
| スクーデリア・フェラーリ SpA SEFAC                 | 3   | ジャッキー・イクス             | フェラーリ       | 312B2    | フェラーリ 001/1 3.0L F12        | F      |
| スクーデリア・フェラーリ SpA SEFAC                 | 30  | ナンニ・ギャリ                 | フェラーリ       | 312B2    | フェラーリ 001/1 3.0L F12        | F      |
| エルフ・チーム・ティレル                           | 4   | ジャッキー・スチュワート       | ティレル         | 003      | フォード・コスワース DFV 3.0L V8 | G      |
| エルフ・チーム・ティレル                           | 7   | フランソワ・セベール           | ティレル         | 002 1    | フォード・コスワース DFV 3.0L V8 | G      |
| エルフ・チーム・ティレル                           | 8   | パトリック・デパイユ           | ティレル         | 004      | フォード・コスワース DFV 3.0L V8 | G      |
| マールボロ・BRM                                    | 5   | ジャン＝ピエール・ベルトワーズ | BRM              | P160B    | BRM P142 3.0L V12                | F      |
| マールボロ・BRM                                    | 22  | ピーター・ゲシン               | BRM              | P160B    | BRM P142 3.0L V12                | F      |
| マールボロ・BRM                                    | 23  | ハウデン・ガンレイ             | BRM              | P160B    | BRM P142 3.0L V12                | F      |
| マールボロ・BRM                                    | 24  | レイネ・ウィセル               | BRM              | P160B    | BRM P142 3.0L V12                | F      |
| オーストリア・マールボロ・BRM                      | 25  | ヘルムート・マルコ             | BRM              | P160B    | BRM P142 3.0L V12                | F      |
| エキップ・マトラ・スポール                         | 9   | クリス・エイモン               | マトラ           | MS120D   | マトラ MS72 3.0L V12             | G      |
| チーム・アイフェラント・キャラバンズ               | 10  | ロルフ・シュトメレン           | アイフェラント   | E21      | フォード・コスワース DFV 3.0L V8 | G      |
| STP・マーチ・レーシングチーム                      | 12  | ロニー・ピーターソン           | マーチ           | 721G     | フォード・コスワース DFV 3.0L V8 | G      |
| STP・マーチ・レーシングチーム                      | 14  | ニキ・ラウダ                   | マーチ           | 721G     | フォード・コスワース DFV 3.0L V8 | G      |
| クラーク＝モーダウント＝ガスリー・レーシング       | 15  | マイク・ボイトラー             | マーチ           | 721G     | フォード・コスワース DFV 3.0L V8 | F      |
| チーム・ウィリアムズ・モチュール                   | 16  | アンリ・ペスカロロ             | マーチ           | 721      | フォード・コスワース DFV 3.0L V8 | G      |
| チーム・ウィリアムズ・モチュール                   | 17  | カルロス・パーチェ             | マーチ           | 711      | フォード・コスワース DFV 3.0L V8 | G      |
| モーターレーシング・ディベロップメンツ・リミテッド | 18  | グラハム・ヒル                 | ブラバム         | BT37     | フォード・コスワース DFV 3.0L V8 | G      |
| モーターレーシング・ディベロップメンツ・リミテッド | 20  | カルロス・ロイテマン           | ブラバム         | BT37     | フォード・コスワース DFV 3.0L V8 | G      |
| モーターレーシング・ディベロップメンツ・リミテッド | 19  | ウィルソン・フィッティパルディ | ブラバム         | BT34     | フォード・コスワース DFV 3.0L V8 | G      |
| マルティーニ・レーシングチーム                     | 21  | デレック・ベル                 | テクノ           | PA123/3  | テクノ シリーズP 3.0L F12        | F      |
| ブルックボンド・オクソ・チーム・サーティース       | 26  | マイク・ヘイルウッド           | サーティース     | TS9B     | フォード・コスワース DFV 3.0L V8 | F      |
| フレームアウト・チーム・サーティース               | 27  | ティム・シェンケン             | サーティース     | TS9B     | フォード・コスワース DFV 3.0L V8 | F      |
| チェラミカ・パニョッシン・チーム・サーティース     | 28  | アンドレア・デ・アダミッチ     | サーティース     | TS9B     | フォード・コスワース DFV 3.0L V8 | F      |
| スクリバンテ・ラッキーストライク・レーシング       | 29  | デイヴ・チャールトン           | ロータス         | 72D      | フォード・コスワース DFV 3.0L V8 | F      |
| ソース:                                            |     |                                |                  |          |                                  |        |

追記
- ^1 - セベールは当初ティレル・005を使用していたが、予選で005をクラッシュさせたため、以後のセッションは002を使用した[1]

## 予選
フランソワ・セベールは新しいティレル・005で2分55秒4の好タイムを出したが早い段階でクラッシュしてしまい手首を負傷した。このクラッシュで005は使用できなくなり、セベールは旧型の002に乗り換えざるを得なかった。
クリス・エイモンがシャレード・サーキットで前回開催された1970年のポールポジション（ジャッキー・イクス）タイムより5秒速い2分53秒4で、キャリア5回目にして最後のポールポジションを獲得した。デニス・ハルムはエイモンに0.8秒差で2番手とフロントローに並び、ジャッキー・スチュワートとイクスが2列目に並んだ。3列目はティム・シェンケン（サーティース）とヘルムート・マルコ（BRM）という意外な組み合わせで、セベールとエマーソン・フィッティパルディを4列目に退けた。
ジャン＝ピエール・ベルトワーズは日曜の朝に自身のBRM・P160Bを壊したため、ハウデン・ガンレイのP160Bで最後尾グリッドから決勝に出走し、ガンレイは決勝に出走できなくなった。チームメイトのピーター・ゲシンも土曜日にP160Bを壊し、決勝に出走できなくなった。ウィリアムズのアンリ・ペスカロロもマーチ・721を壊し、テクノのデレック・ベルもあまりにも多くのメカニカルトラブルに見舞われたため、いずれも決勝への出走を見合わせた。これにより、予選落ちはデイヴ・チャールトン1台のみとなった。

### 予選結果
| 順位    | No. | ドライバー                     | コンストラクター        | タイム       | 差    | グリッド |
| ------- | --- | ------------------------------ | ----------------------- | ------------ | ----- | -------- |
| 1       | 9   | クリス・エイモン               | マトラ                  | 2:53.4       | -     | 1        |
| 2       | 2   | デニス・ハルム                 | マクラーレン-フォード   | 2:54.2       | +0.8  | 2        |
| 3       | 4   | ジャッキー・スチュワート       | ティレル-フォード       | 2:55.0       | +1.6  | 3        |
| 4       | 3   | ジャッキー・イクス             | フェラーリ              | 2:55.1       | +1.7  | 4        |
| 5       | 27  | ティム・シェンケン             | サーティース-フォード   | 2:57.2       | +3.8  | 5        |
| 6       | 25  | ヘルムート・マルコ             | BRM                     | 2:57.3       | +3.9  | 6        |
| 7       | 7   | フランソワ・セベール           | ティレル-フォード       | 2:58.1 1     | +4.7  | 7        |
| 8       | 1   | エマーソン・フィッティパルディ | ロータス-フォード       | 2:58.1 2     | +4.7  | 8        |
| 9       | 12  | ロニー・ピーターソン           | マーチ-フォード         | 2:58.2       | +4.8  | 9        |
| 10      | 26  | マイク・ヘイルウッド           | サーティース-フォード   | 2:58.3       | +4.9  | 10       |
| 11      | 17  | カルロス・パーチェ             | マーチ-フォード         | 2:58.6       | +5.2  | 11       |
| 12      | 16  | アンリ・ペスカロロ             | マーチ-フォード         | 2:59.0       | +5.6  | DNS 3    |
| 13      | 28  | アンドレア・デ・アダミッチ     | サーティース-フォード   | 2:59.1       | +5.7  | 12       |
| 14      | 11  | ブライアン・レッドマン         | マクラーレン-フォード   | 2:59.4       | +6.0  | 13       |
| 15      | 19  | ウィルソン・フィッティパルディ | ブラバム-フォード       | 2:59.5       | +6.1  | 14       |
| 16      | 10  | ロルフ・シュトメレン           | アイフェラント-フォード | 2:59.6       | +6.2  | 15       |
| 17      | 8   | パトリック・デパイユ           | ティレル-フォード       | 2:59.6       | +6.2  | 16       |
| 18      | 20  | カルロス・ロイテマン           | ブラバム-フォード       | 3:00.7       | +7.3  | 17       |
| 19      | 24  | レイネ・ウィセル               | BRM                     | 3:00.7       | +7.3  | 18       |
| 20      | 30  | ナンニ・ギャリ                 | フェラーリ              | 3:00.7       | +7.3  | 19       |
| 21      | 23  | ハウデン・ガンレイ             | BRM                     | 3:02.0       | +8.6  | DNS 4    |
| 22      | 22  | ピーター・ゲシン               | BRM                     | 3:02.8       | +9.4  | DNS 3    |
| 23      | 18  | グラハム・ヒル                 | ブラバム-フォード       | 3:03.0       | +9.6  | 20       |
| 24      | 14  | ニキ・ラウダ                   | マーチ-フォード         | 3:03.1       | +9.7  | 21       |
| 25      | 6   | デビッド・ウォーカー           | ロータス-フォード       | 3:04.7       | +11.3 | 22       |
| 26      | 15  | マイク・ボイトラー             | マーチ-フォード         | 3:05.9       | +12.5 | 23       |
| 27      | 21  | デレック・ベル                 | テクノ                  | 3:06.9       | +13.5 | DNS 5    |
| 28      | 29  | デイヴ・チャールトン           | ロータス-フォード       | 3:11.6       | +18.2 | DNQ      |
| 29      | 5   | ジャン＝ピエール・ベルトワーズ | BRM                     | タイム無効 4 | -     | 24 4     |
| ソース: |     |                                |                         |              |       |          |

追記
- 決勝のスターティンググリッドは24台に制限
- ^1 - セベールはティレル・005で2:55.4を記録したが、決勝はティレル・002で出走するためタイムが無効となった[9]
- ^2 - E.フィッティパルディは2:58.0を記録したが、決勝は別のロータス・72Dで出走するためタイムが無効となった[9]
- ^3 - ペスカロロとゲシンはアクシデントにより決勝への出走を見合わせた[12]
- ^4 - ベルトワーズは2:59.2を記録したがセッション中に自身のBRM・P160Bを壊し、決勝はガンレイの同型車で出走するためタイムが無効となり、自動的に決勝への出走が保証されていたため最後尾グリッドからスタートする。これによりガンレイは決勝への出走を見合わせた[9][1]
- ^5 - ベルはメカニカルトラブルにより決勝への出走を見合わせた[1]

## 決勝
晴れ渡った太陽の下、地元出身の優勝経験者であるフランソワ・セベールとジャン＝ピエール・ベルトワーズを応援するために5万人を超える観客が集まった。
ポールポジションからスタートするクリス・エイモンがデニス・ハルムとジャッキー・スチュワートを抑えてトップに立ち、ジャッキー・イクスとヘルムート・マルコがそれを追う。オープニングラップではエマーソン・フィッティパルディがマイク・ヘイルウッド、ティム・シェンケン、マルコをかわして5位に順位を上げた。
コースの端を避けたドライバーはしばしば岩石をコースの真ん中に飛ばしてライバルの進路を塞いでいき、9周目にマルコがこの犠牲者となってしまった。前を走るE.フィッティパルディのロータス・72Dから跳ねられた石がヘルメットのバイザーを貫通して左目を直撃し、失明寸前に追い込まれてしまった。このアクシデントによりマルコはドライバーを引退しなければならなかった。20周目には首位を走行するエイモンも落石によってタイヤがパンクする不運に見舞われてピットインを余儀なくされ、労せずしてスチュワートがトップに躍り出た。イクスはタイヤの摩耗に苦しみピットインを余儀なくされたハルムに代わって2位を走行していたが、29周目にイクスも落石によってパンクしてしまい、E.フィッティパルディが2位に浮上した。このようにコース上に落ちた石でレース中に10台のタイヤをパンクさせたことは、このサーキットでの常習的な危険性を意味していた。
胃潰瘍により前戦ベルギーGPを欠場したスチュワートは復帰戦を勝利で飾った。地元フランスのエルフをタイトルスポンサーとするティレルにとっても大きな勝利であった。2位のE.フィッティパルディはドライバーズチャンピオン争いの首位をキープした。エイモンはタイヤを交換した後、ファステストラップを連発して猛然と追い上げを見せ、3位まで順位を戻して表彰台獲得にこぎつけたが、地元ファンはエイモンの不運に大きく失望し、マトラはF1からの撤退を真剣に検討するようになった。地元出身のフランソワ・セベールは手首を負傷しながらも4位、ロニー・ピーターソンが5位、ヘイルウッドが6位に入賞した。
落石によるタイヤのパンクが相次いだことから、シャレード・サーキットでのF1開催はこの年で最後となり、翌1973年のフランスGPはポール・リカール・サーキットに移された。

### レース結果
| 順位    | No. | ドライバー                     | コンストラクター        | 周回数 | タイム/リタイア原因        | グリッド | ポイント |
| ------- | --- | ------------------------------ | ----------------------- | ------ | -------------------------- | -------- | -------- |
| 1       | 4   | ジャッキー・スチュワート       | ティレル-フォード       | 38     | 1:52:22.5                  | 3        | 9        |
| 2       | 1   | エマーソン・フィッティパルディ | ロータス-フォード       | 38     | +27.7                      | 8        | 6        |
| 3       | 9   | クリス・エイモン               | マトラ                  | 38     | +31.9                      | 1        | 4        |
| 4       | 7   | フランソワ・セベール           | ティレル-フォード       | 38     | +49.3                      | 7        | 3        |
| 5       | 12  | ロニー・ピーターソン           | マーチ-フォード         | 38     | +56.8                      | 9        | 2        |
| 6       | 26  | マイク・ヘイルウッド           | サーティース-フォード   | 38     | +1:36.1                    | 10       | 1        |
| 7       | 2   | デニス・ハルム                 | マクラーレン-フォード   | 38     | +1:48.1                    | 2        |          |
| 8       | 19  | ウィルソン・フィッティパルディ | ブラバム-フォード       | 38     | +2:25.1                    | 14       |          |
| 9       | 11  | ブライアン・レッドマン         | マクラーレン-フォード   | 38     | +2:55.5                    | 13       |          |
| 10      | 18  | グラハム・ヒル                 | ブラバム-フォード       | 38     | +2:59.5                    | 20       |          |
| 11      | 3   | ジャッキー・イクス             | フェラーリ              | 37     | +1 Lap                     | 4        |          |
| 12      | 20  | カルロス・ロイテマン           | ブラバム-フォード       | 37     | +1 Lap                     | 17       |          |
| 13      | 30  | ナンニ・ギャリ                 | フェラーリ              | 37     | +1 Lap                     | 19       |          |
| 14      | 28  | アンドレア・デ・アダミッチ     | サーティース-フォード   | 37     | +1 Lap                     | 12       |          |
| 15      | 5   | ジャン＝ピエール・ベルトワーズ | BRM                     | 37     | +1 Lap                     | 24       |          |
| 16      | 10  | ロルフ・シュトメレン           | アイフェラント-フォード | 37     | +1 Lap                     | 15       |          |
| 17      | 27  | ティム・シェンケン             | サーティース-フォード   | 36     | +2 Laps                    | 5        |          |
| 18      | 6   | デビッド・ウォーカー           | ロータス-フォード       | 34     | ハーフシャフト             | 22       |          |
| 19      | 15  | マイク・ボイトラー             | マーチ-フォード         | 33     | 燃料切れ                   | 23       |          |
| NC      | 8   | パトリック・デパイユ           | ティレル-フォード       | 33     | 規定周回数不足             | 16       |          |
| Ret     | 24  | レイネ・ウィセル               | BRM                     | 25     | ギアボックス               | 18       |          |
| Ret     | 17  | カルロス・パーチェ             | マーチ-フォード         | 18     | エンジン                   | 11       |          |
| Ret     | 25  | ヘルムート・マルコ             | BRM                     | 8      | ドライバー負傷             | 6        |          |
| Ret     | 14  | ニキ・ラウダ                   | マーチ-フォード         | 4      | ハーフシャフト             | 21       |          |
| DNS     | 16  | アンリ・ペスカロロ             | マーチ-フォード         |        | アクシデント               |          |          |
| DNS     | 21  | デレック・ベル                 | テクノ                  |        | トランスミッション         |          |          |
| DNS     | 22  | ピーター・ゲシン               | BRM                     |        | アクシデント               |          |          |
| DNS     | 23  | ハウデン・ガンレイ             | BRM                     |        | マシンをベルトワーズに譲る |          |          |
| DNQ     | 29  | デイヴ・チャールトン           | ロータス-フォード       |        | 予選不通過                 |          |          |
| ソース: |     |                                |                         |        |                            |          |          |

優勝者ジャッキー・スチュワートの平均速度
163.454 km/h (101.566 mph)

ファステストラップ
- クリス・エイモン - 2:53.9 (32周目)

ラップリーダー
太字は最多ラップリーダー
- クリス・エイモン - 19周 (1-19)
- ジャッキー・スチュワート - 19周 (20-38)

達成された主な記録
- ドライバー
  - 通算20勝: ジャッキー・スチュワート
  - 最終ポールポジション/最終表彰台/最終ファステストラップ: クリス・エイモン
  - 初出走: パトリック・デパイユ
  - 50戦目の出走: ジャン＝ピエール・ベルトワーズ
  - 最終出走: ヘルムート・マルコ
  - 最終完走: デビッド・ウォーカー

- コンストラクター
  - 最終ポールポジション/最終表彰台/最終ファステストラップ: マトラ

## 第6戦終了時点のランキング
|         | 順位 | ドライバー                     | ポイント |
| ------- | ---- | ------------------------------ | -------- |
|         | 1    | エマーソン・フィッティパルディ | 34       |
| 2       | 2    | ジャッキー・スチュワート       | 21       |
| 1       | 3    | デニス・ハルム                 | 19       |
| 1       | 4    | ジャッキー・イクス             | 16       |
|         | 5    | ジャン＝ピエール・ベルトワーズ | 9        |
| ソース: |      |                                |          |

|         | 順位 | コンストラクター      | ポイント |
| ------- | ---- | --------------------- | -------- |
|         | 1    | ロータス-フォード     | 34       |
| 2       | 2    | ティレル-フォード     | 27       |
| 1       | 3    | マクラーレン-フォード | 23       |
| 1       | 4    | フェラーリ            | 19       |
|         | 5    | BRM                   | 9        |
| ソース: |      |                       |          |

- 注: トップ5のみ表示。前半6戦のうちベスト5戦及び後半6戦のうちベスト5戦がカウントされる。